# 舘盛静光
舘盛 静光（たてもり せいこう、1914年〈大正3年〉4月21日 ‐ 2002年〈平成14年〉12月17日）は、日本の政治家。相模原市長（5期）。

## 経歴
神奈川県相模原市出身。神奈川師範学校中退。大沢村書記から1941年の合併後は相模原町書記、大沢出張所長などを経て、相模原市役所に勤務する。1956年から同市教育長を15年勤め、1971年市助役に就任する。1977年の市長選挙に立候補して初当選、5期務めた。
1997年引退。2002年死去。

## 親族
- 長男 舘盛勝弘（神奈川県議会議員）[1]